# Гагарьевское сельское поселение (Тюменская область)
Гагарьевское се́льское поселе́ние — муниципальное образование в Казанском районе Тюменской области Российской Федерации.
Административный центр — село Гагарье.

## История
Статус и границы сельского поселения установлены Законом Тюменской области от 5 ноября 2004 года № 263 «Об установлении границ муниципальных образований Тюменской области и наделении их статусом муниципального района, городского округа и сельского поселения».

## Население
| 2010 | 2011 | 2012 | 2013 | 2014 | 2015 | 2016 |
| ---- | ---- | ---- | ---- | ---- | ---- | ---- |
| 575  | →575 | ↘570 | ↗572 | ↘562 | ↗565 | ↗572 |
| 2017 | 2018 | 2019 | 2020 | 2021 |      |      |
| ↘560 | ↘552 | ↘537 | ↗550 | ↗590 |      |      |

## Состав сельского поселения
| № | Населённый пункт | Тип населённого пункта       | Население |
| - | ---------------- | ---------------------------- | --------- |
| 1 | Гагарье          | село, административный центр | ↗590      |